# National Panasonic Open
O National Panasonic Open foi um torneio de tênis feminino afiliado ao WTA Tour, disputado na Austrália de 1980 a 1985. 
Foi realizado em Adelaide em 1980, em Perth em 1981 e no Milton Tennis Centre em Brisbane de 1982 a 1985. O torneio foi jogado em quadras de grama.

## Finais

### Simples
| Ano  | Campeã              | Vice-campeã      | Resultado     |
| ---- | ------------------- | ---------------- | ------------- |
| 1985 | Martina Navratilova | Pam Shriver      | 6–3, 7–5      |
| 1984 | Helena Suková       | Elizabeth Smylie | 6–4, 6–4      |
| 1983 | Pam Shriver         | Wendy Turnbull   | 6–4, 7–5      |
| 1982 | Wendy Turnbull      | Pam Shriver      | 6–3, 6–1      |
| 1981 | Pam Shriver         | Andrea Jaeger    | 6–1, 7–6(7–4) |
| 1980 | Hana Mandlíková     | Sue Barker       | 6–2, 6–4      |

### Duplas
| Ano  | Campeãs                         | Vice-campeãs                       | Resultado          |
| ---- | ------------------------------- | ---------------------------------- | ------------------ |
| 1985 | Martina Navratilova Pam Shriver | Claudia Kohde-Kilsch Helena Suková | 6–4, 6–7(6–8), 6–1 |
| 1984 | Martina Navratilova Pam Shriver | Bettina Bunge Eva Pfaff            | 6–3, 6–2           |
| 1983 | Anne Hobbs Wendy Turnbull       | Pam Shriver Sharon Walsh           | 6–3, 6–4           |
| 1982 | Billie Jean King Anne Smith     | Claudia Kohde-Kilsch Eva Pfaff     | 6–3, 6–4           |
| 1981 | Barbara Potter Sharon Walsh     | Betsy Nagelsen Candy Reynolds      | 6–4, 6–2           |
| 1980 | Pam Shriver Betty Stöve         | Sue Barker Sharon Walsh            | 6–4, 6–3           |